# Søren Vesterby
 Der er for få eller ingen kildehenvisninger i denne artikel, hvilket er et problem. Du kan hjælpe ved at angive troværdige kilder til de påstande, som fremføres i artiklen.

Søren Vesterby Knudsen (født 24. juni 1955 i Fredericia) er en dansk journalist og studievært på TV Syd.
Vesterby er student fra Esbjerg Statsskole og uddannet journalist fra Danmarks Journalisthøjskole. Han var først ansat ved DR's regionalradio i Aabenraa, Radio Syd, inden han kom til TV Syd. Efterfølgende blev han vært på Go' Morgen Danmark på TV 2. I 1999 kom han til DR1 som vært på 19direkte, TV Avisen og Nyhedsmagasinet. Efter at have været omkring DR P1 som vært og redaktør for juramagasinet Lige Lovligt, blev han i januar 2007 tilknyttet nyhedskanalen 24NORDJYSKE. Fra april 2009 var han journalist og tv-vært på TV Syd.
Han gik i november 2021 på pension.